# Willem van den Hout
Wilhelmus Henricus Maria van den Hout ('s-Hertogenbosch, 3 juni 1915 – Den Haag, 24 februari 1985) was een Nederlandse schrijver en publicist. Hij werd vooral bekend met de Bob Evers-serie, een reeks jeugdboeken die hij schreef onder het pseudoniem Willy van der Heide. Hij publiceerde tevens onder meer onder de pseudoniemen Willy Waterman, Willem W. Waterman, Sylvia Sillevis, Victor Valstar, Victor H. Huitink, Joke Raviera, Zsa Zsa Ferguson en C.B. McInverness M.D. Ph.D.

## Levensloop
Van den Hout werd geboren als oudste kind van een leraar. Hij groeide op in 's-Hertogenbosch met zijn broer en zus. Vanaf 1937 was hij werkzaam bij de persdienst van Philips. Naar eigen zeggen hield hij aan een reis naar Hollywood die hij in die hoedanigheid gemaakt zou hebben de inspiratie over voor zijn eerste boek, het onder het pseudoniem Willy Waterman verschenen burleske verhaal Amerika filmt. Een visie op Hollywood en op Hollywood's wonderlijke werkwijzen. De alliteratie in de titel zou later een stijlkenmerk van Van den Hout blijken. Overigens bleek dat verblijf in Amerika al in 1940 een verzinsel.
De ervaringen die hij tijdens de mobilisatie van 1939 in het Nederlandse leger opdeed verwerkte hij in de in een vergelijkbare stijl geschreven romans De kruistocht van generaal Taillehaeck (1941) en Een strijd om Nederland (1943). Hij gaf hierin blijk van een strijdlustige mentaliteit. Aan slappelingen had Van den Hout een hekel. 

### Tweede Wereldoorlog
In 1941 werd hij lid van het fascistische Zwart Front, waarvoor hij korte tijd propagandaleider was. Na een half jaar stapte Van den Hout op. Tevens schreef hij stukjes voor de nazi-gezinde Haagse krant De Residentiebode. Onder het pseudoniem Willy van der Heide schreef hij voor het nationaalsocialistische jeugdblad Jeugd het feuilleton De avonturen van 3 jongens in de Stille Zuidzee, dat na de Tweede Wereldoorlog deel zou gaan uitmaken van de populaire Bob Evers-serie. Van den Hout werkte onder pseudoniem Willem W. Waterman ook mee aan de propagandistische detective-reeks Drie-Stuivers-Roman, waarvan Louis Thijssen de redactie deed; eveneens anoniem verschenen van zijn hand de anti-Amerikaanse propagandabrochures Balans der fronten, Dus tòch Amerika en Geef mij maar Amerika!.
In 1943 werkte hij mee aan het 'min of meer onschuldige' tijdschrift Cinema & Theater, waar hij in een artikel brutaalweg de aandacht vestigde op een hoorspel van "de jonge auteur Willy van der Heide" (hijzelf). Twee weken later stelde hij in hetzelfde blad de vooroorlogse hoorspelen van de BBC ten voorbeeld aan de Nederlandse radio. Journalist Henk van Gelder noemt het "een ongehoord staaltje van brutaliteit" om onder het oog van de bezetter zo over de BBC te schrijven. Ook had hij het onbekommerd over The Ramblers, terwijl orkesten geen Engelse naam mochten hebben en ook dit orkest van naam veranderd was. Dit gedrag kenschetst Van Gelder als ten minste "nonconformistisch, het speelse verzet van iemand die wel degelijk aan de verkeerde kant stond."
Wetende dat het moeilijk was om bij de Nederlanders sympathie voor de bezetter aan te kweken, kwamen de Duitsers met de strategie dan maar de prestaties van de geallieerden kapot te relativeren. Hiertoe werd in januari 1944 het satirische tijdschrift De Gil opgericht, met Van den Hout als belangrijkste medewerker. Het was een blad dat zich voordeed als verzetsblad maar waarin voornamelijk de geallieerden onder vuur werden genomen. Maar ook de leuzen van de NSB'ers, door Van den Hout aangeduid als labbekakken, werden belachelijk gemaakt. In deze hoedanigheid was Van den Hout de bedenker van de allitererende naam Dolle Dinsdag. 
In oktober 1944 waren de prioriteiten van de Duitsers gewijzigd en verdween het blad net zo abrupt als het was opgedoken: van januari tot september waren veertien afleveringen verschenen in een oplage van 150.000. In plaats daarvan kwam een quasi-geallieerde radiozender die volgens hetzelfde procedé opereerde. Op de als illegale zender vermomde radiozender verzorgde Van den Hout het programma: De Gil-Club. Zowel het blad als de radiozender werd bekostigd door de bezetter. Teneinde het zogenaamd illegale karakter van de zender gestalte te geven, kreeg Van den Hout de vrijheid om de verboden Amerikaanse jazzmuziek te draaien uit de Hilversumse archieven. Tot voorjaar 1945 bleef hij actief.
Na de Tweede Wereldoorlog zat Van den Hout drie jaar in voorarrest in de Gevangenis van Scheveningen op verdenking van collaboratie. Tot een proces is het nooit gekomen. De Commissie voor de Perszuivering veroordeelde hem in 1948 als journalist tot een beroepsverbod van zeventien jaar. Geadviseerd was twintig jaar, de maximale termijn. Begin 1950 bracht de Raad van Beroep voor de perszuivering deze termijn terug tot tien jaar. Hoewel de Raad meende dat hij 'een dubbelzinnige figuur' was geweest op wiens houding tijdens de bezettingstijd 'ernstige aanmerkingen' te maken waren, was haar oordeel milder dan dat van de Commissie, omdat zij van mening was "dat het er Van den Hout niet om te doen is geweest, de Duitse zaak te dienen." Zijn motivatie zou eerder gezocht moeten worden in 'een felle eerzucht'. Zelf beweerde Van den Hout steeds een dubbelrol te hebben gespeeld, en tot aan zijn dood bleef beoordeling van zijn activiteit als collaborateur moeilijk. Journalist Henk van Gelder vroeg zich af: 'Kan iemand op een leuke manier fout zijn geweest?'

### Broodschrijver
Van den Hout gebruikte de tijd van zijn detentie voor het op poten zetten van de Bob Evers-serie, waarvan het eerste deel in 1949 verscheen. Menig recensent kenschetste de op het hard-boiled-detectivegenre gebaseerde jeugdreeks als 'stomme, gevaarlijke onzin'. Van de boeken, die aanvankelijk gebonden verschenen en vanaf 1965 als rood-gele pockets, werden uiteindelijk meer dan vijf miljoen exemplaren verkocht.
In de jaren vijftig bedacht Van den Hout de beroemde slagzin "Hallo, hallo, wie stinkt daar zo? Het mannetje van de radio!", voor het radio-hoorspel dat deze naam kreeg.
Van den Hout was een broodschrijver die moest leven van zijn pen. Onder het pseudoniem Sylvia Sillevis schreef hij in de jaren vijftig een serie meisjesboeken, officieus de Wanda Moens-serie genoemd, waarvan drie delen verschenen: Drie meisjes en een cafetaria, Drie meisjes en een Lord en Drie meisjes en een vakantiekamp. De laatste titel verscheen als feuilleton in het weekblad Margriet, wat de auteur drieduizendvijfhonderd gulden opleverde. Eveneens in de jaren vijftig startte hij de Otto Onge-serie op, over een twaalfjarige jongen wiens oom inspecteur bij de Amsterdamse politie is. Van deze reeks, die bijna uitsluitend in het centrum van Amsterdam speelt, verschenen vier delen (1958-1960). Tegelijk publiceerde de auteur jaarlijks meerdere avonturen van Bob Evers.
Onder de naam Willy van der Heide verscheen een boek Toen ik een nieuw leven ging beginnen en andere waargebeurde verhalen uit de jaren vijftig (Uitgeverij Alexander Jonckx, Antwerpen 1979) dat diverse anekdoten bevat die terug te vinden zijn in de Bob Evers-serie, zoals de toedracht van het concert van de Dutch Swing College Band dat centraal staat in Stampij om een schuiftrompet.
In 1967 verkocht hij uit geldnood de rechten op zijn Bob Evers-boeken aan uitgeverij De Eekhoorn. Later schreef hij onder het pseudoniem Joke Raviera pornoverhalen voor het tijdschrift Candy en onder het pseudoniem William Waterman (als ghostwriter) een Engelstalige biografie over Monique von Cleef: The House of Pain, waarvan ook Duitse en Italiaanse vertalingen bestaan (Monique - Herrin ohne Mitleid resp. Padrona senza pietà). Ondertussen trachtte Van den Hout zijn verleden te herschrijven door te beweren dat hij tijdens de Tweede Wereldoorlog eigenlijk een geheim agent voor de Amerikanen was geweest, of het slachtoffer van een complot omdat hij 'te veel wist'. Tijdgenoten van Van den Hout omschrijven hem als avonturier en provocateur.

### Privé
Van den Hout was driemaal getrouwd, de derde maal met dochter Marjon van de schaakboekenverzamelaar Meindert Niemeijer. Hij overleed in 1985 op 69-jarige leeftijd in zijn woonplaats Den Haag aan een verwaarloosd hartinfarct. 
De Bob Evers-serie werd na zijn overlijden voortgezet door Peter de Zwaan, die in 2024 deel 74 van de serie publiceerde. Van 2002 tot 2006 is een aantal Bob Evers-verhalen als stripverhaal in het Algemeen Dagblad verschenen. Inmiddels zijn ook vijf strips in boekuitgave verschenen.

## Secundaire literatuur
- Beringen, John - Het verschijnsel Bob Evers. Een verhandeling over Bob Evers, Arie Roos, Jan Prins en hun geestelijke vader Willy van der Heide, Breda 1993
- Beringen, John - Het Bob Evers-virus. Een receptenboek om de koorts op te drijven, Breda 1994
- Beringen, John, Hans Waser & Ralph Jas - Twee jongens en een Bob Evers-serie, Breda 1995
- Beringen, John - Bob Evers' laatste ereronde, Zelhem 2000
- Beringen, John - Willem Waterman en het Konkelbergproces (roman over Willem van den Hout), Castricum 2015
- Hout, Marie-José van den - Gelukkig Gisteren, z.p. 2005
- Kleppe, Hans & Ton - Biografische Gegevens: Heide, W. van der, Deel I, 1988, Dordrecht/Papendrecht 1988
- Kleppe, Hans & Ton - Willem W. Waterman (W.H.M. van den Hout), Deel 2, Dordrecht/Papendrecht 1989
- Kleppe, Hans & Ton - Wetenswaardigheden over Willem W. Waterman, Dordrecht/Papendrecht 1995 2003 (2)
- Meijsing, Geerten - De tovenaarsleerling, Nijmegen 2002
- Renders, Hans, 'W.H.M. van den Hout; De kleine garnaal', in: Zacht Lawijd 1(2002)2, p. 24-31.
- Renders, Hans, 'A guise of humour for political periodicals. Pseudopropraganda periodicals and the Second World War', in: Quaerendo. A quarterly journal from the Low Countries devoted to manuscripts and printed books 34(2004)3-4, p. 254-273.
- Sanders, Wim - 'Een jonge meester in het huis van de pijn. Girodias, Komrij en de Olympia Press Nederland', in: De Parelduiker 2004 (2).
- Schenk, Roger - Encyclopaedia Apriana, Katwijk 1996